# Йохан Райнкен
 Йохан Адам Райнкен  (на немски: Johann Adam Reincken, изписва се също като вариант Jan Adams Reinken; 10 декември 1643 — 24 ноември 1722 г.) е известен нидерландски композитор и органист, работил дълго време в Германия.
Оказва влияние на много млади свои съвременници, сред които и Йохан Себастиан Бах.